# Il messaggio segreto delle foglie
Il messaggio segreto delle foglie è un romanzo del 2015 della scrittrice inglese Scarlett Thomas. Considerata l'opera principale della scrittrice, narra le vicende di una famiglia e del rapporto che si crea a seguito della morte di un loro componente.